# Sociedade Esportiva e Cultural Flamengo
A Sociedade Esportiva e Cultural Flamengo, mais conhecida como Flamengo de São Valentim ou ainda Flamengo, é um clube brasileiro amador de futebol da região de São Valentim, em Bento Gonçalves, no estado do Rio Grande do Sul.

## História
Na região, a maioria das pessoas que escutavam as transmissões dos jogos através do rádio tornaram-se fãs dos clubes de Rio de Janeiro e São Paulo. Em 1958, como já havia um time em São Valentim com o nome Vasco, os dissidentes do Vasco criaram outra agremiação que representaria a comunidade de São Valentim em Bento Gonçalves. Esses fundadores optaram por colocar-lhe o mesmo nome do clube pelo qual tinham muita admiração, o Flamengo do Rio de Janeiro.
O Flamengo de São Valentim é conhecido nacionalmente por realizar jogos com Grêmio e Internacional, clubes profissionais de ponta. O rubro-negro já atuou também contra outras grandes equipes do futebol gaúcho, como Canoas, Esportivo, Gaúcho de Passo Fundo e Juventude.
O clube possui escolinha de futebol, com aulas comandadas por professores formados em Educação Física.
Desde 2010, o Flamengo disputa o Campeonato Gaúcho de Amadores, principal campeonato de futebol amador do estado do Rio Grande do Sul.
Em 2011, na sua segunda participação no Estadual de Amadores, o clube obteve o inédito título da competição, após os resultados de 2 a 1 e 1 a 1 na final, disputada contra o Juventude de Ibirubá.
Em 2012, conquista o bicampeonato do Estadual de Amadores, após enfrentar o Botafogo de Fagundes Varela na final. Os resultados foram 1 a 0 e 0 a 0. No mesmo ano, conquista o Sul-Brasileiro de Amadores, disputado em Diadema (SP). O inédito título veio com uma vitória simples sobre o Olaria de Santa Catarina, fechando o campeonato invicto.

## Títulos

### Estaduais
- Campeonato Gaúcho de Amadores: 2 vezes — 2011 e 2012.

### Regionais
- Campeonato Sul-Brasileiro de Amadores: 2012.[1]